# Euclemensoides umbrata
Euclemensoides umbrata är en fjärilsart som beskrevs av Paul Dognin 1914. Euclemensoides umbrata ingår i släktet Euclemensoides och familjen björnspinnare. Inga underarter finns listade i Catalogue of Life.